# Kreideberg bei Ellerode

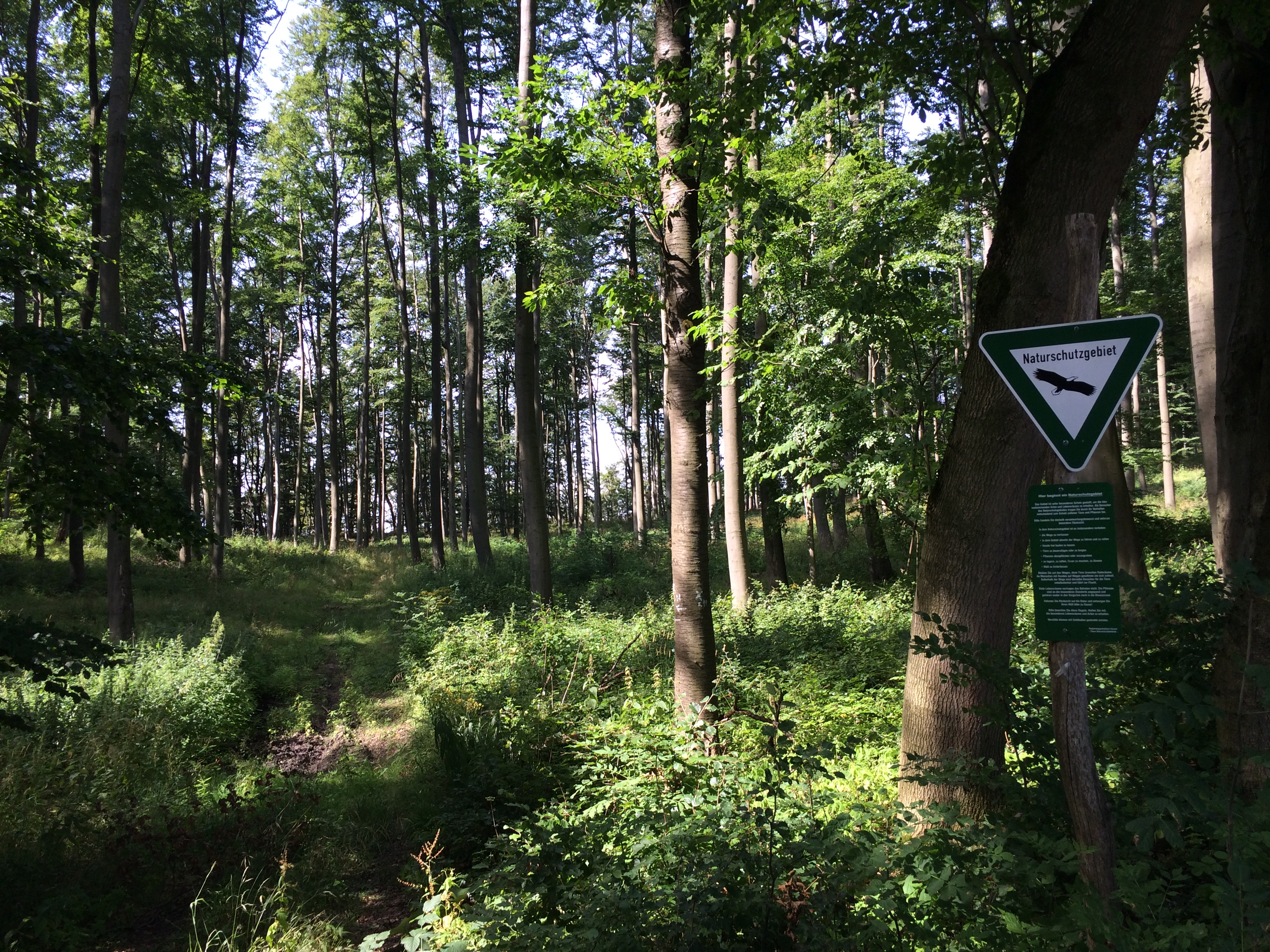
NSG Kreideberg bei Ellerode

Der Kreideberg bei Ellerode ist ein Naturschutzgebiet in Witzenhausen im Werra-Meißner-Kreis im Norden des Bundeslandes Hessen. Das Gebiet bildet, in gleicher Flächengröße und Ausdehnung, ein Natura 2000-Schutzgebiet (Nr. 4524-303). Das Schutzgebiet ist 57,1 Hektar groß.

## Beschreibung
Das Naturschutzgebiet liegt an der Grenze zu Niedersachsen und dort zwischen dem niedersächsischen Atzenhausen und der südlich verlaufenden A 7. Das hessische Dorf Ellerode liegt direkt südlich an der Autobahn. Das Naturschutzgebiet liegt in der Gemarkung Berlepsch-Ellerode der Stadt Witzenhausen. Das Gebiet ist in privatem Eigentum. Zuständiges Forstamt ist Hessisch Lichtenau. Das Naturschutzgebiet wurde ausgewiesen am 7. März 1995.
Charakteristisch für das Naturschutzgebiet ist ein naturnaher, reich strukturierter Kalk-Buchenwald mit einem hohen Anteil alter Bestände. Die schutzwürdigen Waldbestände werden dem Waldmeister-Buchenwald (etwa 32,8 ha) und dem Orchideen-Buchenwald (etwa 6,34 ha) zugeordnet.
Die angrenzenden orchideenreichen Halbtrockenrasenbereiche (etwa 0,21 ha) befinden sich im Übergangsbereich zu landwirtschaftlich genutzten Flächen und Streuobstwiesen. In dem Gebiet befindet sich auch ein gut erhaltener Kalkquellsumpf. Davalls Segge (Carex davalliana), eine Charakterart der basischen Kleinseggenriede, erreicht im Gebiet die Nordgrenze ihrer Verbreitung.